# Număr (gramatică)
În morfologie, numărul este o categorie gramaticală bazată pe distincția naturală dintre un singur exemplar și mai multe exemplare ale aceluiași obiect considerat în sens larg (persoană, animal, inanimat) exprimat printr-un substantiv, această distincție fiind marcată cu mijloace gramaticale.
Opoziția de număr (între un obiect și mai multe) caracterizează clasa substantivelor numărabile (numite și discrete), adică a celor care denumesc obiecte ce pot fi izolate între ele, numărate și grupate, dar nu și pe cea a substantivelor nenumărabile, care denumesc mase indivizibile. Opoziția de număr este exprimată și de pronume, cele de persoana a III-a ca substitute ale substativului, atât ca distincție naturală, cât și prin acord cu substantivul pe care îl înlocuiesc. Adjectivul și verbul exprimă de asemenea numărul, dar numai prin acord cu substantivul sau pronumele.
Limbile pot fi grupate în primul rând în cele care au categoria numărului și cele care nu o au în sensul exprimării sale prin mijloace gramaticale. Așa sunt, de exemplu, chineza și vietnameza, în care substantivul este invariabil, iar numărul este exprimat numai prin mijloace lexicale, prin numerale sau alte cuvinte care exprimă singularitatea și pluralitatea, asociate cu substantivul. În al doilea rând, limbile care posedă categoria numărului pot fi grupate după tipurile de opoziții de număr pe care le exprimă. În al treilea rând, grupuri de limbi diferă și după tipul mijloacelor gramaticale prin care exprimă numărul și, în fine, între limbi poate fi diferență referitoare la măsura în care se exprimă.

## Opoziții de număr
În unele limbi, precum latina, limbile romanice etc., este exprimată gramatical numai o opoziție, cea a singularității (un singur obiect) față de cea a plurarității (mai mult de un obiect), prin formele de singular, respectiv de plural.
În alte limbi, singularității i se opune dualitatea (exprimarea a două exemplare), iar acestora li se opune pluralitatea, adică un număr mai mare de două obiecte. Această opoziție a caracterizat limbile indoeuropene vechi precum sanscrita, greaca și slava veche. Se mai găsesc vestigii ale ei în limba gotică, în domeniul pronumelui personal (ex. weis „noi” vs. wit „noi doi”), iar printre limbile indoeuropene actuale, bunăoară în unele limbi slave.
Printre limbile slave, dualul se păstrează bine în limba slovenă. Este exprimat, de pildă, de către substantivele care au drept atribut numeralele corespunzătoare lui „doi, două”, „amândoi, amândouă”, prin unele desinențe specifice la mai multe cazuri. Exemplu la nominativ, genul feminin: dve mizi „două mese” vs. ena miza „o masă” vs. šest mize „șase mese”. Nu numai adjectivul, ci și verbul are desinențe specifice pentru a se acorda la dual, ex. verbul biti „a fi” la indicativ prezent, persoana a III-a, are formele sta „(ei doi / ele două) sunt” vs. je „este” vs. so „(ei/ele) sunt”. Exemplu în propoziție: Živela sta dva psa (indicativ trecut cu verbul auxiliar biti) „Au fost odată doi câini”.
În limbile din diasistemul slav de centru-sud (bosniacă, croată, muntenegreană, sârbă, prescurtat BCMS), dualul prezintă numai urme. De exemplu, cu numeralele corespunzătoare lui „doi, două”, „amândoi, amândouă”, acestea fiind la nominativ, se folosește substantivul la nominativ dual, care în limba actuală a ajuns să fie identic cu genitivul singular, pe când cu numeralele corespunzătoare lui „cinci”, „șase” etc. se folosește genitivul plural: sr  dva lonca „două lanțuri” vs. pet lonaca „cinci lanțuri”. Însă cu aceeași formă a substantivului ca și cu dva, dve se folosește acesta și cu tri „trei” și četiri „patru”, de aceea, după Klajn 2005, această formă devine cea de paucal, folosită pentru un număr mic de obiecte. Numărul paucal mai este exprimat de pildă în limba arabă, în unele cuvinte.
Există și limbi, de exemplu unele din Pacificul de Sud-Vest care marchează și numărul trial, opus singularului, dualului și pluralului, cel din urmă însemnând în acest sistem „mai multe obiecte decât trei”. Limbi care au numărul trial sunt, de exemplu, bislama⁠(d) și lihir⁠(d).

## Exprimarea numărului
Între limbi există diferențe în ceea ce privește mijloacele gramaticale prin care se exprimă numărul. În general, numărul singular se consideră nemarcat față de celelalte numere, care sunt marcate, adică prezintă o trăsătură în plus față de singular.
În primul rând se distinge exprimarea numărului prin forma cuvântului caracterizat prin număr, față de exprimarea sa prin alt mijloc gramatical.
Primul mijloc este caracteristic pentru limbile flexionare și cele aglutinante. În cele flexionare, cum este și limba română, este caracteristică exprimarea numărului prin afixe de tip desinență. La părțile de vorbire nominale, aceasta exprimă în același timp și genul (această masă), și cazul (în limbile cu declinare, ex. acestei mese), uneori și caracterul definit, prin articolul hotărât enclitic (ex. în română – masa). Desinența de singular poate fi și zero, de pildă în română, la masculin, cazul nominativ și acuzativ: pom înalt. În aceste limbi, la exprimarea pluralului, pe lângă desinență pot contribui și alternanțe fonetice în rădăcina cuvântului: carte vs. cărți.
Schimbarea suferită de rădăcină poate exprima pluralul și fără aplicarea unei desinențe. Este vorba de flexiune internă, caracteristică unor limbi flexionare precum araba: kitab „carte” vs. kutub „cărți”. La un număr relativ mic de cuvinte, acest mijloc se găsește și în limba engleză: man „bărbat” vs. men „bărbați”.
În privința măsurii în care se exprimă numărul există o diferență între limba franceză și celelalte limbi romanice. Deși limbă flexionară, franceza prezintă particularitatea de a nu mai exprima de regulă prin desinență pluralul substantivului și al adjectivului în vorbire, ci doar în scris, vestigiu al unei perioade din istoria limbii în care desinența era pronunțată. În această situație, exprimarea numărului este preluată de forma unor cuvinte gramaticale asociate substantivului: l’enfant „copilul” vs. les enfants „copiii”. Un fenomen asemănător există și în română, dar numai excepțional, în cazul substantivelor cu formă identică de singular și plural: acest / acești pui. În franceză este excepțională marcarea și în vorbire a pluralului prin forma substantivului: journal „ziar” vs. journaux „ziare”.
În limbi aglutinante precum turca sau maghiara, numărul plural al substantivului se exprimă prin sufixe specifice care nu sunt și desinențe. Desinențele, care exprimă numai cazurile, urmează după sufixul de plural:
tk  ev „casă” vs. evler „case”, evleri „case” (acuzativ);
hu  ház „casă” vs. házak „case”, házakat „case” (acuzativ).
Și verbul în funcție de predicat marchează mai mult sau mai puțin, în funcție de limbă, numărul în acord cu cel al subiectului: în mare măsură în română sau în limbile slave, în ceva mai mică măsură în franceză, în și mai mică măsură în engleză. Odată cu numărul, prin desinență se exprimă cel puțin și persoana verbului, eventual și alte trăsături:
ro  porți vs. purtați;
fr  tu chantes [ʃɑ̃t] „cânți” vs. vous chantez [ʃɑ̃'te] „cântați”, dar il chante [il'ʃɑ̃t] „el cântă” – ils chantent [il'ʃɑ̃t] „ei cântă”;
en  he/she plays „el/ea (se) joacă” vs. they play „ei/ele (se) joacă”, dar I play „(mă) joc” – we play „(ne) jucăm”, aceasta fiind forma tuturor celorlalte persoane la sigular și la plural ale prezentului simplu;
cnr  čitaćeš „vei citi” vs. čitaćete „veți citi”;
hu  látom „îl/o/îi/le văd” vs. látjuk „îl/o/îi/le vedem”– Pe lângă numărul și persoana subiectului, desinența verbului exprimă și faptul că are complement direct definit de persoana a treia.
În unele limbi în care numărul se exprimă prin afix, acesta nu este sufix, ci prefix, bunăoară în limba swahili: mtoto „copil”, watoto „copii”.
Un alt mijloc de exprimare a pluralului prin forma cuvântului este tăierea consoanei finale a formei de singular. Se găsește în limba murle din familia limbilor nilo-sahariene, vorbită în sudul Sudanului, ex. nyoon „miel” vs. nyoo „miei” .
Unul din mijloacele de exprimare a numărului plural fără schimbarea formei cuvântului, prin aplicarea unei particule specifice antepuse substantivului, se găsește de pildă în limba tagalog: bato „piatră” vs. mga bato „pietre”.
Un alt mijloc care nu afectează forma cuvântului este repetarea sa pentru a-l exprima la plural, ca în limba malaieză: anak „copil” vs. anak-anak „copii”.
În funcție de limbă, numărul se exprimă mai mult sau mai puțin redundant. Redundanța rezultă în primul rând din exprimarea numărului prin acord cu substantivul. De pildă româna este puternic marcată pentru categoria numărului, acesta realizându-se în forma substantivului, prin desinență, eventual și prin alternanță, iar, în cadrul grupului nominal, și prin acord cu el al determinanților abstracți (articol, adjectiv pronominal) și al adjectivelor în funcție de atribut, iar în relația subiect – predicat, prin acordul celui din urmă cu primul. Se poate ajunge și la opt mărci de număr pentru aceeași unitate de conținut, ex. Cărțile cele noi ale profesorului sunt primele cu acest subiect.
Redundanța poate rezulta și din dublarea unor părți de propoziție prin anticipare sau reluare prin pronume care se acordă cu termenul anticipat, respectiv reluat. Exemplu în franceză: Ces filles, elles croient au père Noël „Aceste fete cred în moș Crăciun” (literal „Aceste fete, ele cred…”).
O limbă mai puțin marcată pentru categoria numărului decât româna este, de pildă, maghiara. În aceasta se folosește forma de singular în locul celei de plural, deși sensul cuvântului este de plural, în mai multe cazuri:
- părțile perechi sau plurale ale corpului ca obiecte posedate: Piszkos a kezed „Ai mâinile murdare”[21];
- substantivul cu atribut exprimat printr-un numeral cardinal sau prin alt cuvânt care exprimă o cantitate mai mare decât unitatea: három füzet „trei caiete”, Hány könyvet vettél? „Câte cărți ai cumpărat?”[22];
- atributul adjectival: híres írók „scriitori celebri”[23];
- substantive numărabile văzute ca nenumărabile în anumite contexte: Virággal díszítjük a termet „Împodobim sala cu flori”[24].

## Singularia tantumșipluralia tantum
În limbile care posedă categoria numărului, și substantivele nenumărabile au formă de singular sau de plural. Unele au ambele forme, dar în contexte diferite.
Substantive care satisfac numai contexte de singular, numite la  singularia tantum, sunt nume de materie, unele nume abstracte și unele nume proprii:
ro  făină, lapte, curaj, entuziasm;
fr  le vin „vinul”;
en  wood „lemn”, air „aer”, anger „mânie”;
bs  duhan „tutun”, šećer „zahăr”, Bosna „Bosnia”;
hu  homok „nisip”, víz „apă”.
Substantivele pluralia tantum se caracterizează prin imposibilitatea de a satisface contexte de singular:
ro  moaște, zori, icre, tăieței;
fr  les ciseaux „foarfeca”, les obsèques „funeraliile”;
en  scissors „foarfecă”, measles „rujeolă”, the Alps „Alpii”;
bs  naočari „ochelari”, vrata „ușă”, Karpati „Carpații”;
hu  javak „bunuri”, gázművek „întreprindere de distribuție a gazelor”, Amerikai Egyesült Államok „Statele Unite ale Americii”.
Limita dintre numărabil și nenumărabil nu este netă. Interpretarea unui sau altui substantiv ca aparținând primei clase sau celei din urmă poate diferi de la limbă la limbă. Bunăoară, în limba rusă, горох (goroh) „mazăre” este un singulare tantum, ca în română, dar în engleză nu este, putându-se spune a pea „un bob de mazăre”. Alte exemple se pot vedea mai sus: en  scissors vs. ro  „foarfecă”, bs  vrata vs. ro  „ușă”.
În cadrul aceleiași limbi, unele substantive pot fi văzute în anumite contexte ca nenumărabile, în altele ca numărabile:
ro  bunătate nenumărabil ca nume abstract denumind o calitate vs. numărabil cu sensul de „lucru de calitate bună”, cu pluralul bunătăți;
en  much cake „multă prăjitură” (nenumărabil) vs. a cake, many cakes „o prăjitură, multe prăjituri” (numărabil);
hr  brašno „făină” (în limbajul curent nenumărabil) vs. Sva pšenična brašna nisu ista „Nu toate făinurile de grâu sunt la fel” (în limbaj de specialitate numărabil);
hu  homok „nisip” ” (în limbajul curent nenumărabil) vs. murvás homokok „nisipuri cu pietriș fin” (în limbaj de specialitate numărabil).

## Substantive colective
Substantivele colective sunt cuvinte care, cu forma de singular, denumesc o mulțime de obiecte de același fel. În unele limbi, ca româna, au și formă de plural, care desemnează mai multe mulțimi de același fel. Unele dintre ele reprezintă mulțimi nedefinite, ex. cârd, ceată, grup, stol. Pe lângă substantive bază ca acestea mai sunt și unele derivate cu afixe specifice: aluniș, țărănime etc. Alte substantive colective indică mulțimi exacte: cvartet, deceniu, secol etc..
Exemple în alte limbi:
fr  une meute „o haită”, un essaim „un roi”; derivate: une chênaie „un stejeriș”, une cerisaie „o livadă de cireși”;
en  herd „turmă”, cattle „vite”, people „popor, oameni”;
hu  csapat „echipă”; derivate: fenyves „brădet”, lakosság „populație”.
În BCMS sunt substantive colective care pot fi puse plural (ex. hr  momčad „echipaj”, momčadi „echipaje”), și unele care nu pot fi, corespunzând în alte limbi cu substantive la plural: cvijeće „flori”, perje „pene, penaj”.
O noțiune apropiată de cea de substantiv colectiv este cea de substantiv generic care, la forma de singular, exprimă de regulă singularitatea, dar în anumite contexte reprezintă pluralitatea cu aceeași formă, care poate fi înlocuită cu cea de plural fără să se schimbe sensul enunțului:
ro  Pompierul nu lasă focul nestins;
fr  L’homme est mortel „Omul este muritor”;
en  The bat is an interesting creature „Liliacul este o ființă interesantă”.

## Chestiuni de acord
Acordul în număr se face după formă, după înțeles sau prin atracție. Uneori este posibil și cel după formă, și cel după înțeles sau prin atracție.

### Acordul predicatului
Afirmația de mai sus este valabilă, printre altele, și pentru acordul dintre predicat și subiect:
ro  Nici mama, nici tata n-a(u) venit (predicatul la singular sau la plural);
fr  Leur condition et l’état du monde les força d’être toujours en armes (predicatul la singular) „Statutul lor și starea lumii i-a forțat să fie mereu înarmați” (Anatole France);
en  Bread and butter was all we had (predicatul la singular) „Pâine și unt era tot ce aveam”;
hr  Ove godine poharala je tuča i suša silno vinograde (predicatul la singular) „Anul acesta grindina și seceta au lovit puternic podgoriile”;
hu  A füzetek, a ceruzák, a könyv a helyén van/vannak? (predicatul la singular sau la plural) „Caietele, creioanele, cartea sunt la locul lor?”.
Cu substantivele pluralia tantum, acordul se face de regulă după formă, la plural, dar cu cele care denumesc o singură noțiune unitară, acordul se face în unele limbi la plural, în altele la singular:
fr  Les États-Unis ont accueilli 50 millions de touristes étrangers en 2005 (acord la plural) „Statele Unite au primit 50 de milioane de turiști în 2005”;
en  The United States has reacted angrily (acord la singular) „Statele Unite au reacționat cu mânie”.
hu  Az Amerikai Egyesült Államok elnökválasztásra készül (acord la singular) „Statele Unite ale Americii se pregătesc de alegeri”.
Acordul cu substantivele colective poate fi de asemenea după formă sau după înțeles. În română se întâlnesc ambele tipuri de acord și cu același substantiv: Un stol de ciori trecu [...] deasupra noastră (Alexandru Vlahuță) vs. Un stol de păsări se roteau deasupra nucului (Dumitru Matcovschi). În engleză sunt cazuri când acordul după înțeles este obligatoriu: Some cattle have got out into the road „Niște vite au ieșit pe șosea”.
În limbile în care adresarea politicoasă se face cu persoana a II-a plural și către o singură persoană, predicatul verbal se acordă după formă, deci la plural, cu subiectul, în ciuda singularității de fapt a acestuia. Exemplu cu predicat verbal: fr  Entrez, Madame „Intrați, doamnă”. Verbul copulativ din predicatul nominal se acordă în același fel, dar numele predicativ se acordă la singular dacă subiectul este o singură persoană:
fr  Êtes-vous content, Monsieur ? „Sunteți mulțumit, domnule?”;
hr  Vi ste već odavna lovac? „Dumneavoastră sunteți de mult timp vânător?”.
În română, dezacordul este dublu în construcția echivalentă, dat fiind că pronumele dumneavoastră este la singular. Cu acesta, verbul copulativ este totdeauna la plural, iar numele predicativ se acordă după înțeles cu subiectul: Dumneavoastră sunteți mulțumit / mulțumită / mulțumiți / mulțumite.
În afară de pluralul politeții există și alte cazuri de acord la plural în contradicție cu numărul real. Exemple în română:
- pluralul oficial sau reprezentativ (în stilul administrativ): Raportăm îndeplinirea planului trimestrial. Director...;
- pluralul autorului (în stilul științific): În acest articol vom demonstra...;
- pluralul modestiei (în limba populară): Suntem tatăl ei;
- pluralul ironic: S-avem iertare!

### Acordul atributului și al determinanților abstracți
În unele limbi se acordă atributul adjectival și determinanții abstracți, adică adjectivele pronominale și articolele, dacă acestea din urmă există, cu regenții lor:
ro  prietenii (cei) scumpi – articolul hotărât -i, articolul demonstrativ facultativ cei și atributul;
fr  des enfants blonds „(niște) copii blonzi” – articolul nehotărât des și atributul;
cnr  Komšija je prodao dvije kuće „Vecinul a vândut două case” – numeralul dvije „două” folosit ca determinant.
În aceste limbi se pune și problema acordului cu substantive sau pronume coordonate între ele. Acesta poate fi la plural sau la singular prin atracție, uneori fiind obligatoriu primul tip, alteori al doilea, existând și cazuri când ambele sunt posibile. Exemple în română: valea și dealul împădurite (acord după formă obligatoriu), fratele și sora mea (acord prin atracție obligatoriu), temperatură și umiditate stabilă / stabile.
În franceză, cele două tipuri de acord apar aproape totdeauna numai în scris, de aceea nu sunt reguli stricte: la chevelure et la barbe blanches (acord la plural) „părul și barba albă”, l’inquiétude et la souffrance universelle (acord la singular) „neliniștea și suferința universală”
În engleză nu se acordă atributul adjectival: small bottles „sticle mici”, stolen bottles of whisky „sticle de whisky furate”. Nu se acordă nici articolele (the exhibition „expoziția”, the exhibits „exponatele”), și nici adjectivele posesive: our neighbour „vecinul nostru”, our neighbours „vecinii noștri”. Se acordă însă adjectivele demonstrative: this carpet „acest covor” – these flowers „aceste flori”, that colour „acea culoare”– those hills „acele dealuri”.
Nici în maghiară nu se acordă atributul adjectival (híres író „scriitor celebru”, híres írók „scriitori celebri”, nici determinanții abstracți (a ház „casa”, a házak „casele”), în afară de adjectivele demonstrative ez „acest, această” și az „acel, acea”: az a könyv „cartea aceea”, azok a könyvek „cărțile acelea”. Se mai acordă și apoziția exprimată prin adjectiv: A ceruzák, a pirosak már elfogytak „Creioanele, cele roșii s-au epuizat deja”.

### Acordul elementului predicativ suplimentar
Elementul predicativ suplimentar se acordă cu substantivul căruia îi este subordonat. De asemenea și părțile de propoziție care îi corespund în alte limbi:
ro  Ea trece indiferentă prin mulțime – indiferentă acordat cu subiectul ea.
fr  Elle est considérée comme incapable d’une telle action „Ea este considerată incapababilă de o asemenea acțiune” – incapable acordat cu subiectul elle;
sr  Naši su prvi stigli na cilj „Ai noștri au ajuns primii la finiș” – prvi „primii” acordat cu subiectul naši.
În maghiară, cu regentul ei la plural, partea de propoziție corespunzătoare se poate acorda și la singular: Őket vidámaknak/vidámnak látom „Pe ei îi văd veseli” sau „Pe ele le văd vesele”.

### Acordul elementelor forice
În limbă sunt și așa-numite elemente anaforice, care reiau un substantiv sau un pronume exprimat înaintea lor, și elemente cataforice, care anticipă un substantiv sau un pronume situat după ele, acordându-se cu termenii la care se referă. Astfel de elemente pot fi, de pildă, pronumele personale:
ro  La câți le dai premii? – reluarea complementului indirect;
fr  Moi, je le ferai „Eu am s-o fac” sau Je le ferai, moi „Am s-o fac eu” – anticiparea, respectiv reluarea subiectului.